# リゼルグ酸アミド
リゼルグ酸アミド（リゼルグさんアミド、d-lysergic acid amide:略称LSA）は、アルカロイドの一種で、向精神作用をもつ幻覚剤の一つである。エルジン(Ergine)とも呼ばれる。リゼルグ酸アミドは、リゼルグ酸ジエチルアミド（LSD）と科学的に近い構造をもつ。向精神薬としての効力は、LSDの5～10％である。
LSAは、LSDを合成したことで有名な科学者のアルバート・ホフマンが1930年代に行ったLSDを合成する研究の際に合成していた物質である。LSAは、南メキシコの原住民が儀式に使用するリベア・コリボサ(タービナ・コリボサまたはスネーク・プラント)という学名のヒルガオの種子に含まれ、この種子はアステカの言葉ではオロリウキと呼ばれる。LSAは、1959年にアルバート・ホフマンによってオロリウキから分離された。ホフマンによれば、専門的な化学者でなくとも容易に合成できるものである。
ほかのヒルガオでは、俗にハワイアン・ベイビーウッドローズと呼ばれるギンヨウアサガオ（オオバアサガオ）にも含まれている。ソライロアサガオにも含まれ、ヘブンリー・ブルー、パーリー・ゲート、フライング・ソーサーといった品種に含まれている。種子を粉末にして飲料に混ぜて飲むことでLSDと同様の体験が起こるが、副作用として吐き気や下痢を伴う。LSDを100mg相当に換算する場合、オロリウキの種子では10個、ハワイアン・ウッドローズの種子では4～8個とされる。
また、LSAは地中海のエレウシス周辺の池に生息する麦角菌にも含まれ、1960年にホフマンがオーストラリアのシドニーで開催された国際純正・応用化学連合(IUPAC)でこの発見について発表した際には、原始的な菌種と植物というかけ離れた科に含まれることから、はじめはその発表が信用されなかったという経緯がある。
菌類と植物というかけ離れた種の謎は後に解き明かされることになる。1992年12月号の『ディスカバー』誌にて、アメリカ大陸に原生する雑草のAchnatherum robustum（スリーピー・グラス）からもリゼルグ酸アミドは発見されたことが記され、この植物に共生する菌がリゼルグ酸アミドを産生し、共に進化してきたために種子の状態から菌は共生している。また2000年代にはIpomoea asarifoliaの葉の分泌腺に生息する lasaF 13 と命名された菌類が、トリプトファンをプレニル化させる触媒となるジメチルアリル・トリプトファン合成酵素のための遺伝子に似たものを持っており、麦角アルカロイドを合成しており、また、この菌は種子に潜んで伝搬されていることが判明した。続いてタービナ・コリボサから菌のTcorF O1が見つかり、これらは麦角菌とは異なる系統であることが判明したため、新たにPeriglandu属という分類が設けられ、P.ipomoeae、'P.turbinaeと命名された。